# Catharina Schneider
Henrietta Catharina Luisa Schneider, född 1856, död 1918, var en rysk tjänare, lektris åt Rysslands tsaritsa Alexandra av Hessen. Hon förklarades som martyr av den rysk-ortodoxa exilkyrkan.

## Biografi
Catharina Schneider var dotter till den balttyske hovfunktionären Adolf Schneider och Maria Louise Svanberg. Hon gifte sig aldrig. 
Hon tog examen som lärare 1875.

### Hovkarriär
Hon anlitades av hovet för att lära det ryska språket till först Elisabeth av Hessen (1864–1918) och sedan dennas syster Alexandra, när de gifte in sig i den ryska tsarfamiljen. Schneider beskrivs som en duktig lärare, pryd och lojal. Hon stannade kvar hos tsarfamiljen även sedan hennes rysklektioner inte längre behövdes, och kom att bli en familjemedlem. Hon fick 1904 formellt anställning som lektris, och åtföljde alltid tsarfamiljen på deras flytt runt palatsen, alltid med en av de finaste sviterna reserverad åt sig.

### Ryska revolutionen
Under ryska revolutionen åtföljde hon den före detta tsarfamiljen till först Tobolsk och sedan Jekaterinburg. I Jekaterinburg blev hon tillsammans med de flesta andra av familjens personal separerade från dem: Jevgenij Botkin (hovläkare), Ivan Charitonov (chefskock), Alexej Trupp (betjänt), Leonid Sednev (kökspojke) och Anna Demidova (kammarjungfru) tilläts kvarbli. De av personalen som var eller uppfattades vara utlänningar (Sophie Buxhoeveden, schweizaren Pierre Gilliard och britten Sydney Gibbes) släpptes fria, medan ryska medborgare (Catherine Schneider, hovdamen Anastasia Hendrikova och betjänten Aleksej Volkov) arresterades och fördes till fängelset i Perm.
I juli 1918 ägde avrättningen av tsarfamiljen rum. Den 4 september 1918 fördes Anastasia Hendrikova, Catharina Schneider och Aleksej Volkov till fängelsekontoret i Perm, där de förenades med ytterligare åtta fångar. Hendrikova frågade en av vakterna var de skulle, och fick veta att de skulle föras till centralfängelset. Fångarna fördes sedan ut ur fängelset och fick marschera i rader om två ut ur staden eskorterade av 22 vakter. Volkov frågade en av fångarna var centralfängelset låg, och då han fick svaret att de redan hade passerat det, insåg han att de fördes ut i skogen för att skjutas. Han flydde då från gruppen och sprang ut i skogen. Ute på fältet ställdes fångarna på rad framför en vall och sköts; de som inte avled av skotten klubbades i huvudet. De begrovs sedan i vattnet i kanalen vid fältet. När De Vita tillfälligt återtog staden under den ryska inbördeskriget, blev hennes kropp återbegraven. En undersökning fastställde att hon hade avlidit av ett skott följt av ett slag i huvudet.
Hon blev liksom alla medlemmar av den före detta tsarfamiljen och deras personal helgonförklarad av den rysk-ortodoxa kyrkan 1981, trots att hon var lutheran.